# 4-Éthylphénol
Le 4-éthylphénol, souvent abrégé en 4-EP, est un composé phénolique de formule C8H10O, constitué d'un cycle benzénique substitué par un groupe hydroxyle et un groupe éthyle en positions 1 et 4. C'est l'un des trois isomères de l'éthylphénol, le composé para.

## Occurrence naturelle
Le 4-éthylphénol est produit dans le vin et la bière par décomposition de la levure Brettanomyces. Quand il atteint des concentrations supérieures au seuil de détection (140 µg/L), il peut donner au vin  une odeur désagréable, qualifiée parfois de sueur ou de cuir, de pansement voire de basse-cour. Dans certains types de bières belges, une forte concentration en 4-EP peut être recherchée ; cependant, à très forte concentration, il rend le vin ou la bière imbuvables.
La concentration  en 4-éthylphénol est à peu près proportionnelle à la concentration en Brettanomyces  et à son activité, et peut ainsi servir d'indicateur de présence de cette levure. Il y a cependant des différences significatives entre les souches de Brettanomyces dans leur production de 4-éthylphénol.
Le 4-éthylphénol est aussi un composant du castoréum, une sécrétion huileuse très odorante produite par des glandes sexuelles du castor, utilisée en parfumerie.

## Biochimie
Le 4-éthylphénol est produit à partir de l'acide p-coumarique. Brettanomyces le convertit en 4-vinylphénol via son enzyme cinnamate décarboxylase. Le 4-vinylphénol est ensuite réduit en  4-éthylphénol par l'enzyme vinylphénol réductase. 
On ajoute parfois de l'acide coumarique au milieu de culture afin d'identifier la présence de Brettanomyces par l'odeur.